# Ammoides
Ammoides és un gènere de plantes amb flors dins la família de les apiàcies. Consta de dues o quatre espècies, segons els taxonomistes. És un gènere endèmic del nord d'Àfrica i el sud d'Europa.

## Taxonomia
- Ammoides arabica (T.Anderson) M.Hiroe
- Ammoides atlantica (Coss. i Durieu) H.Wolff
- Ammoides pusilla (Brot.) Breistr.
- Ammoides verticillata (Desf.) Briq.